# Млынец-Други
Млынец-Други — деревня в гмине Любич Торуньского повета Куявско-Поморского воеводства в центральной части севера Польши.